# Paul Gottlob Layer
Paul Gottlob Layer (* 1948 in Beutelsbach bei Stuttgart) ist ein deutscher Entwicklungsbiologe und emeritierter Professor für Zoologie der TU Darmstadt. Er ist bekannt für seine Arbeiten auf dem Gebiet der neurobiologischen Grundlagen der frühkindlichen Entwicklung.

## Leben
Layer studierte von 1969 bis 1973 Lebensmitteltechnologie und Ernährungswissenschaften an der Universität Stuttgart-Hohenheim. 1976 wurde er an der Universität Konstanz bei Ferdinand Hucho über Photoaffinitätsmarkierung des cholinergen Rezeptors und der Acetylcholinesterase promoviert. 1977 bis 1979 forschte Layer als Postdoc an der Stanford School of Medicine, USA an der Signaltransduktion des Nervenwachstumsfaktors (NGF) und NGF-Rezeptors. Forschungen über die Entwicklung des Wirbeltiergehirns am MPI für Entwicklungsbiologie (Abt. Alfred Gierer), Tübingen, schlossen sich an. 1984 wurde Layer im Fach „Zoologie“ an der Universität Tübingen habilitiert. Er war 1985 bis 1990 Heisenberg-Stipendiat der DFG am Max-Planck-Institut für Entwicklungsbiologie in Tübingen.
1986 und 1990 war Layer mit längeren Aufenthalten am MPG-Gästelabor des Instituts für Zellbiologie der Academia Sinica, Shanghai, VR China. 1991 wurde er zum Professor für Zoologie, Fachgebiet Entwicklungsbiologie & Neurogenetik an der TU Darmstadt ernannt. 1999 war er Gastprofessor für Cognitive & Brain Sciences, University of Tsukuba, Japan. Zwischen 1993 und 2005 war Layer mehrfach Direktor des Instituts für Zoologie und Dekan der Fakultät für Biologie der TU Darmstadt und von 2005 bis 2008 dort im Vorstand des Biotechnikzentrums. Ab 1993 war er Vertrauensdozent für die Studienstiftung des Deutschen Volkes an der TU Darmstadt. Seit 2015 ist er im Ruhestand.

## Wissenschaftlicher Beitrag
Legte man die inzwischen überholten Annahmen der klassischen Genetik zugrunde, so reichte die Information der nicht viel mehr als zwanzigtausend Genen des menschlichen Genoms bei weitem nicht aus, um etwa die Bildung des menschlichen Gehirns, oder gar seiner Leistungen zu erklären. Am MPI für Entwicklungsbiologie in Tübingen stand für Layer zunächst die Analyse räumlicher Muster der Hirnreifung von Wirbeltieren im Vordergrund. Es wurden räumlich-zeitliche Differenzierungsgradienten in 3D für das gesamte frühe Gehirn des Hühnerembryos sowie für die Netzhaut (Retina) im Auge beschrieben. Gleichzeitig mit anderen entdeckte Layer die Rhombomeren im Hinterhirn als segmentierten Hirnbereich wieder. Ergaben sich aus diesen Studien genaue Entwicklungskarten des frühen Hühnergehirns in der Längsausrichtung des Neuralrohrs, so wurde am Beispiel der Bildung von Zellschichten in der Retina die Differenzierung von neuronalem Gewebe in seiner transversalen Richtung studiert.
Neben vielfältigen in vivo-Studien erreichte Layer zusammen mit seinen Mitarbeitern wesentliche Fortschritte in der Kultur von Retinazellen. Im Nachspann von Johannes Holtfreter, Aron Moscona und Alfred Gierer erkannte Layer in seiner Tübinger Zeit das Potential von 3D-Rotationszellkulturen. Seine Gruppe konnte erstmals hochgeordnete, vollständig geschichtete Retinosphäroide aus embryonalen Stammzellen des Huhns und der Maus züchten. Dass Wachstumsfaktoren die Zelldetermination im Retinosphäroid wesentlich beeinflussten, waren für Layer starke Hinweise auf adaptive, Gen-unabhängige Prozesse in der Retinaentwicklung und haben ihn einem neuen Evolutionsverständnis nahe gebracht (Evo-Devo, s. unten). Seine Arbeiten zeigten auch prinzipiell, dass solche Stammzellverfahren zur Züchtung von menschlichem Retinagewebe (Tissue Engineering) führen können.
Auf der molekularen Ebene beschäftigte sich Layer mit der Suche nach nicht-synaptischen Funktionen des Neurotransmitters Acetylcholin (ACh) bei der Hirnreifung sowie Rumpf- und Skelettentwicklung. Dabei wurde die Expression der Butyrylcholinesterase (BChE) in proliferierenden Stammzellen und deren gegenläufige Regulation zur AChE lange vor der Synaptogenese aufgezeigt. Erstmals konnte eine nicht-enzymatische Wirkung der AChE auf das Neuritenwachstum nachgewiesen werden.
Layer deckte mit seiner Lehre weite Felder aus Zoologie, Zell-, Neuro- und Humanbiologie ab. Abläufe der biologischen Evolution stellte er durch Befunde aus der Evo-Devo-Forschung auf neuer Basis dar. Den interdisziplinären Dialog im Rahmen des Darmstädter Bionik-Zentrums mit Elektroingenieuren sowie mit Geisteswissenschaftlern im Rahmen von IANUS trieb er in Darmstadt voran. Daneben liefert er Beiträge zum Dialog zwischen Naturwissenschaft und Theologie.

## Ehrungen und Auszeichnungen
2013 Daidalos-Münze der Studienstiftung des deutschen Volkes

## Publikationen
- Paul G. Layer Publikationsliste ResearchGate
- Paul G. Layer Publikationsliste PubMed